# りおん
りおんは、日本のシンガーソングライター。歌い手としてニコニコ動画、アニソンでの活動を主に活動。りおんぬ、おんぬが主な愛称。

## 概要
愛知を中心にシンガーソングライターとして活動している。基本的にはアニソンやボーカロイドの楽曲を好んでいる。愛知県を中心に人気のある歌い手の一人である。
イベントオーガナイザーくーみん、Masaが主催するCLUBイベント、アニソンオンリーのイベント『A・FRIENDS』、又、アニソン、ニコニコ動画系中心のイベント『DALIVE』を中心にイベント出演を続けている。この二つのイベント発足当初からイベントに出演しているアーティストの一人である。イベント共演者、お客さん含め絶大な支持を誇っている歌い手である。アンダーグラウンドの音楽業界の中で、カメレオンのように毎回姿、容姿を変え、一部のアーティスト枠から、天才との評価を受けている。また、本人パチプロである事も公に公表している。また、本人大のガンダム好きである事も知られている。
お客さんの中でも熱烈なファンが多くLIVE中
客席最前列にて、熱狂的な歓声を上げるお客さん、ファンも多く見られる。